# Tupilați
Tupilați is een Roemeense gemeente in het district Neamț.

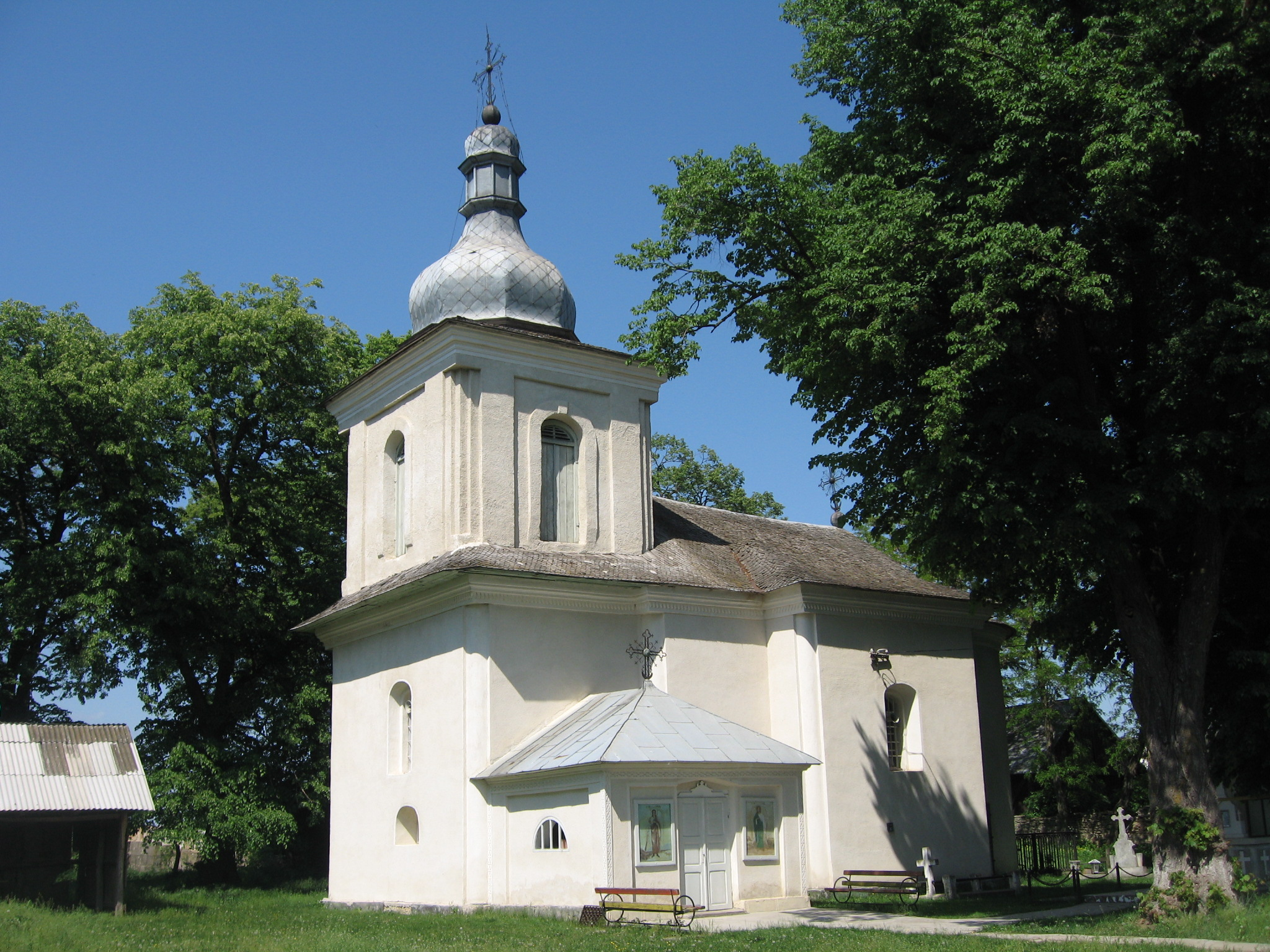
Kerk

Tupilați telt 2331 inwoners.